# فالتو نورم
فالتو نورم (بالإنجليزية: Valtu-Nurme)‏ هي قرية تقع في إستونيا في Kehtna Parish.